# Przemysław Domański
Przemysław Domański (ur. 27 czerwca 1986 w Warszawie) – polski łyżwiarz figurowy, startujący w konkurencji solistów. Uczestnik igrzysk olimpijskich (2010), mistrzostw Europy i świata, medalista zawodów międzynarodowych, czterokrotny mistrz Polski (2006, 2007, 2009, 2011). Zakończył karierę amatorską w 2011 roku.
W latach 2003–2005 reprezentował Polskę w mistrzostwach świata juniorów, najwyższe 14. miejsce zdobywając w 2005. Czterokrotnie startował w mistrzostwach Europy zdobywając w 2004 33. miejsce, w 2006 28. i w 2007 20 miejsce i w 2009 17 miejsce. W  Mistrzostwach Świata 2009 zajął 23 miejsce i zdobył kwalifikację na Igrzyska Olimpijskie Vancouver 2010. Na Igrzyskach Olimpijskich Vancouver 2010 zajął 28 miejsce.
Karierę zakończył w grudniu 2010 roku, po Mistrzostwach Polski, gdzie ponownie zdobył tytuł Mistrza Polski. 
Przemysław Domański początkowo trenował pod okiem Anny Hunkienicz. Następnie jego trenerką była Maria Domagała. Choreografię do jego programów układał František Blaťák. Na co dzień jego przygotowaniem choreograficznym i baletowym zajmował się Władimir Czeryszew. 
Łyżwiarz obecnie mieszka w Katowicach i trenuje zawodników we własnej szkole łyżwiarskiej Edge Skating Academy.

## Osiągnięcia
| Zawody                                | 01–02          | 02–03          | 03–04          | 04–05          | 05–06          | 06–07          | 07–08          | 08–09          | 09–10          | 10–11          |                |                |                |                |                |                |                |
| Międzynarodowe                        | Międzynarodowe | Międzynarodowe | Międzynarodowe | Międzynarodowe | Międzynarodowe | Międzynarodowe | Międzynarodowe | Międzynarodowe | Międzynarodowe | Międzynarodowe | Międzynarodowe | Międzynarodowe | Międzynarodowe | Międzynarodowe | Międzynarodowe | Międzynarodowe | Międzynarodowe |
| ------------------------------------- | -------------- | -------------- | -------------- | -------------- | -------------- | -------------- | -------------- | -------------- | -------------- | -------------- | -------------- | -------------- | -------------- | -------------- | -------------- | -------------- | -------------- |
| Igrzyska olimpijskie                  |                |                |                |                |                |                |                |                | 28             |                |                |                |                |                |                |                |                |
| Mistrzostwa świata                    |                |                |                |                |                | 33             |                | 23             |                |                |                |                |                |                |                |                |                |
| Mistrzostwa Europy                    |                |                | 33             |                | 28             | 20             |                | 17             |                |                |                |                |                |                |                |                |                |
| Crystal Skate of Romania              |                |                |                |                |                |                |                | 1              |                |                |                |                |                |                |                |                |                |
| Cup of Nice                           |                |                |                |                |                | 2              | 5              |                |                |                |                |                |                |                |                |                |                |
| Finlandia Trophy                      |                |                | 10             |                |                |                |                |                | 14             |                |                |                |                |                |                |                |                |
| Golden Spin Zagrzeb                   |                |                |                |                | 14             |                | 18             |                |                |                |                |                |                |                |                |                |                |
| Memoriał Karla Schäfera               |                |                |                | 15             |                | 10             |                |                |                |                |                |                |                |                |                |                |                |
| Memoriał Ondreja Nepeli               |                |                |                |                |                |                |                |                | 9              |                |                |                |                |                |                |                |                |
| Nebelhorn Trophy                      |                |                |                |                | 17             | 11             | 10             | 14             |                |                |                |                |                |                |                |                |                |
| NRW Trophy                            |                |                |                |                |                |                |                |                |                | WD             |                |                |                |                |                |                |                |
| Zimowa Uniwersjada                    |                |                |                |                |                |                |                | 18             |                |                |                |                |                |                |                |                |                |
| Międzynarodowe: Kategorie młodzieżowe |                |                |                |                |                |                |                |                |                |                |                |                |                |                |                |                |                |
| Mistrzostwa świata juniorów           |                | 23             | 16             | 14             |                |                |                |                |                |                |                |                |                |                |                |                |                |
| JGP we Francji                        |                |                |                | 13             |                |                |                |                |                |                |                |                |                |                |                |                |                |
| JGP w Niemczech                       |                | 15             |                | 12             |                |                |                |                |                |                |                |                |                |                |                |                |                |
| JGP w Polsce                          | 16             |                | 16             |                |                |                |                |                |                |                |                |                |                |                |                |                |                |
| JGP na Słowacji                       |                |                | 12             |                |                |                |                |                |                |                |                |                |                |                |                |                |                |
| JGP we Włoszech                       |                | 18             |                |                |                |                |                |                |                |                |                |                |                |                |                |                |                |
| Olimpijski festiwal młodzieży Europy  |                | 10             |                |                |                |                |                |                |                |                |                |                |                |                |                |                |                |
| Grand Prize SNP                       |                | 2 J            |                |                |                |                |                |                |                |                |                |                |                |                |                |                |                |
| Krajowe                               |                |                |                |                |                |                |                |                |                |                |                |                |                |                |                |                |                |
| Mistrzostwa Polski                    | 2 J            | 2 J            | 1 J            | 2              | 1              | 1              | 2              | 1              |                | 1              |                |                |                |                |                |                |                |